# Angelo Stiller
Angelo Stiller (Múnich, Alemania, 4 de abril de 2001) es un futbolista alemán que juega de centrocampista en el VfB Stuttgart de la Bundesliga.

## Trayectoria
Debutó como profesional en el Bayern de Múnich II disputando 17 partidos durante la temporada 2019-20. En octubre de 2020 debutó con el Bayern de Múnich en la victoria por 3-0 ante el 1. FC Düren en la Copa de Alemania 2020-21, al entrar como suplente de Niklas Süle en la segunda parte. El 1 de diciembre de 2020 debutó en la Liga de Campeones de la UEFA en un empate a domicilio contra el Atlético de Madrid (1-1).
El 18 de enero de 2021 se anunció que ficharía por el TSG 1899 Hoffenheim para la temporada 2021-22.

## Selección nacional
El 7 de septiembre de 2024 hizo su debut con la selección de Alemania en un partido de la Liga de Naciones de la UEFA 2024-25 frente a Hungría que ganaron por cinco a cero.

## Estadísticas

### Clubes
Actualizado al último partido disputado el 24 de mayo de 2025.
| Club                              | Div.          | Temporada     | Liga  | Liga  | Liga   | Copas nacionales | Copas nacionales | Copas nacionales | Copas internacionales | Copas internacionales | Copas internacionales | Total | Total | Total  |
| Club                              | Div.          | Temporada     | Part. | Goles | Asist. | Part.            | Goles            | Asist.           | Part.                 | Goles                 | Asist.                | Part. | Goles | Asist. |
| --------------------------------- | ------------- | ------------- | ----- | ----- | ------ | ---------------- | ---------------- | ---------------- | --------------------- | --------------------- | --------------------- | ----- | ----- | ------ |
| Bayern de Múnich II · Alemania    | 3.ª           | 2019-20       | 17    | 0     | 2      | ―                | ―                | ―                | ―                     | ―                     | ―                     | 17    | 0     | 2      |
| Bayern de Múnich II · Alemania    | 3.ª           | 2020-21       | 33    | 1     | 3      | ―                | ―                | ―                | ―                     | ―                     | ―                     | 33    | 1     | 3      |
| Bayern de Múnich II · Alemania    | Total club    | Total club    | 50    | 1     | 5      | 0                | 0                | 0                | 0                     | 0                     | 0                     | 50    | 1     | 5      |
| Bayern de Múnich · Alemania       | 1.ª           | 2020-21       | 0     | 0     | 0      | 1                | 0                | 0                | 2                     | 0                     | 0                     | 3     | 0     | 0      |
| Bayern de Múnich · Alemania       | Total club    | Total club    | 0     | 0     | 0      | 1                | 0                | 0                | 2                     | 0                     | 0                     | 3     | 0     | 0      |
| TSG 1899 Hoffenheim · Alemania    | 1.ª           | 2021-22       | 26    | 2     | 1      | 3                | 1                | 0                | ―                     | ―                     | ―                     | 29    | 3     | 1      |
| TSG 1899 Hoffenheim · Alemania    | 1.ª           | 2022-23       | 20    | 1     | 1      | 1                | 0                | 0                | ―                     | ―                     | ―                     | 21    | 1     | 1      |
| TSG 1899 Hoffenheim · Alemania    | 1.ª           | 2023-24       | 1     | 0     | 0      | 1                | 0                | 0                | ―                     | ―                     | ―                     | 2     | 0     | 0      |
| TSG 1899 Hoffenheim · Alemania    | Total club    | Total club    | 47    | 3     | 2      | 5                | 1                | 0                | 0                     | 0                     | 0                     | 52    | 4     | 2      |
| TSG 1899 Hoffenheim II · Alemania | 4.ª           | 2022-23       | 2     | 0     | 1      | ―                | ―                | ―                | ―                     | ―                     | ―                     | 2     | 0     | 1      |
| TSG 1899 Hoffenheim II · Alemania | Total club    | Total club    | 2     | 0     | 1      | 0                | 0                | 0                | 0                     | 0                     | 0                     | 2     | 0     | 1      |
| VfB Stuttgart · Alemania          | 1.ª           | 2023-24       | 31    | 1     | 5      | 3                | 0                | 1                | —                     | —                     | —                     | 34    | 1     | 6      |
| VfB Stuttgart · Alemania          | 1.ª           | 2024-25       | 33    | 3     | 8      | 7                | 2                | 3                | 8                     | 1                     | 2                     | 48    | 6     | 13     |
| VfB Stuttgart · Alemania          | Total club    | Total club    | 63    | 4     | 13     | 10               | 2                | 4                | 8                     | 1                     | 2                     | 81    | 7     | 19     |
| Total carrera                     | Total carrera | Total carrera | 162   | 7     | 20     | 16               | 3                | 4                | 10                    | 1                     | 2                     | 188   | 12    | 27     |

## Palmarés

### Campeonatos nacionales
| Título           | Club          | País     | Año  |
| ---------------- | ------------- | -------- | ---- |
| Copa de Alemania | VfB Stuttgart | Alemania | 2025 |